# Santos Juliá
Santos Juliá Díaz, né le 16 septembre 1940 à Ferrol et mort le 23 octobre 2019 à Majadahonda,, est un historien et sociologue espagnol.

## Biographie
Né à Ferrol en 1940, il a obtenu un doctorat en sciences politiques et en sociologie à l’université complutense de Madrid. Il a été professeur émérite d'histoire sociale et de pensée politique à l'université nationale d'enseignement à distance (UNED). Il meurt le 23 octobre 2019.

## Œuvres
- Política en la Segunda República (1995)
- Un siglo de España: Política y Sociedad (1999)
- El aprendizaje de la libertad, la cultura de la transición (2000) avec José Carlos Mainer
- Madrid, historia de una capital (2000) avec David Ringrose et Cristina Segura
- Historia económica y social, moderna y contemporánea de España (2002) avec Ana Guerrero Latorre et Sagrario Torres Ballesteros
- Historia de España (2003) avec Julio Valdeón et Joseph Pérez
- Historias de las dos Españas (2004)  (ISBN 84-306-0516-9)
- El franquismo (2005) avec Giuliana de Febo
- Víctimas de la Guerra Civil (2005)
- Vida y tiempo de Manuel Azaña, 1880-1940 (2008)
- Hoy no es ayer. Ensayos sobre la España del siglo XX (2010)
- Transición. Una política española (1937-2017) (2017)
- Demasiados retrocesos. España 1898-2018 (2019)
- La Guerra civil española: De la Segunda República a la dictadura de Franco (2019)

## Récompenses et distinctions
- Prix national d'histoire de l'Espagne 2005 pour Historias de las dos Españas.

## Crédit d'auteurs
- (es) Cet article est partiellement ou en totalité issu de l’article de Wikipédia en espagnol intitulé « Santos Juliá » (voir la liste des auteurs).